# Covéa
Covéa est une société de groupe d'assurance mutuelle française réunissant notamment les marques Mutuelle d'assurance des artisans de France (MAAF), Mutuelles du Mans Assurances (MMA) et Garantie mutuelle des fonctionnaires (GMF). Premier assureur de biens et de responsabilité pour les particuliers en France en 2019 et second assureur des professionnels et des entreprises. Créé en 1999 sous la forme d'une société de réassurance mutuelle regroupant MAAF et MMA, le groupe Covéa devient une SGAM dès la création du statut en 2003, puis intègre GMF en 2005. Son siège social se situe à Paris.

## Histoire
En 1999, à l’initiative de la Mutuelle d'assurance des artisans de France (MAAF) et des Mutuelles du Mans Assurances (MMA) , la société de réassurance mutuelle Covéa est fondée. En 2000, elle rejoint l'alliance européenne EurAPCo. En 2001, elle crée sa première filiale, Covéa Fleet, que suivront Covéa Risks, Covéa Caution. 
En 2002, sous l'impulsion du Groupement des entreprises mutuelles d'assurance (GEMA), les pouvoirs publics reconnaissent le statut de société de groupe d’assurance mutuelle (SGAM). Les sociétés d’inspiration similaire peuvent alors se rapprocher grâce à cette forme juridique : en 2003, Covéa se transforme en SGAM.
En 2005, AZUR-GMF, dirigé par Thierry Derez, rejoint Covéa. Quatre familles de mutuelles d’assurances composent désormais la SGAM Covéa, avec un credo : se rassembler sans se ressembler. Covéa devient leader en assurances de dommages aux biens.
En 2006, Azur Assurances se sépare de Garantie mutuelle des fonctionnaires (GMF) et intègre MMA. Une nouvelle société de gestion, Covéa Finance, se crée, née de la fusion de Boissy Gestion (GMF) et MAAF Gestion. Cette même année, pour développer leur activité de bancassurance, MAAF & MMA concluent un partenariat avec les banques populaires, en acquérant 34 % du capital de leur filiale Société de Banque et d'Expansion (SBE), une banque en ligne, rebaptisée à cette occasion MA Banque.
En 2007, Thierry Derez devient le Président à la fois des MMA, la MAAF et de la GMF. Covéa Finance lance un investissement socialement responsable, intégralement investi en actions, promouvant la finance solidaire du lien social en France.
En 2008, Thierry Derez devient le Président-directeur général de Covéa, en remplacement de Jean-Claude Seys. Covéa constitue un groupe d’intégration fiscale à partir du 1er janvier 2008. La filiale d'assistance, Fidélia, crée la coentreprise Astrum Assistance Alliance, pool d'assistance européen réunissant quatre autres opérateurs. Covéa fait l'acquisition d'Empruntis (groupe Panoranet) pour environ 100 millions d'euros. Les conséquences de la crise financière qui a débuté en 2007 font avorter le projet d'adhésion de la mutuelle belge Ethias (déjà partenaire de la GMF) à Covéa. Afin de maîtriser le coût des sinistres, Covéa développe une stratégie de mise en place de partenariats opérationnels, comme l'acquisition via Covéa AIS de 24 % du capital de Batirenover, société de conseil en travaux de construction & de rénovation, dont les actionnaires historiques sont GDF SUEZ & l'entreprise Lafarge. En fin d'année, Covéa ouvre deux nouvelles Maisons des quatre pour traumatisés crâniens, en Région Centre en partenariat avec le Service d'accompagnement médico-social pour adultes handicapés (SAMSAH).
En 2009, à l'occasion de la tempête Klaus, c'est l'utilisation pour la première fois en grandeur réelle de Coventeo (modèle informatique développé par Covéa, destiné à l'évaluation des dégâts provoqués par les tempêtes). Empruntis perd 40 % de sa valeur, 10 mois après son acquisition par Covéa. En mars 2009, Covéa participe à la création d'un think tank appelé l'Institut Diderot, sous forme de fonds de dotation. La même année, Fidélia Assistance devient la société d'assistance unique pour tous les sociétaires et clients du Groupe.
En janvier 2010, Covéa quitte provisoirement le marché des assurances santé et prévoyance collectives lorsque MMA vend ses parts de la coentreprise Quatrem à Malakoff Médéric. En mai, la fusion de MMA Finance avec Covéa Finance donne naissance à la 6e société de gestion dans le domaine de l'assurance.
En juillet, Covéa et son ancien président Jean-Claude Seys créent un nouveau fonds de dotation, Thôt, dont l'objectif est de soutenir la collaboration entre les entreprises et la recherche universitaire. Les dotations de ses membres (MAAF, MMA, GMF & AMF) s'élèvent à la somme de 1,483 M € et sont réinvesties essentiellement dans des actions des Presses universitaires de France. En octobre, Covéa AIS conclut un partenariat avec Leaseway (une société commercialisant des produits de financement automobile en location longue durée) pour fournir des véhicules de remplacement.
En 2011, Covéa se retire de Ma banque et se recentre sur la commercialisation des crédits. Covéa Immobilier est créé sous forme de GIE pour  regrouper les activités immobilières des trois enseignes pour la gestion des immeubles de placement et d'exploitation. Covéa acquiert, pour 500 000 €, Broker France, (Broker France sera renommée Broker by Empruntis), une société de courtage en crédit immobilier collaborant avec des agents immobiliers et des promoteurs, avec pour objectif de la rapprocher d'Empruntis (la société de courtage de crédit en ligne destinée au grand public). En avril, Covéa achète Provident Insurance à Car Care Plan (Holdings) Limited, une filiale de Ally Financial (ex GMAC) une compagnie américaine de services financiers. Puis, Covéa signe un accord de partenariat de bancassurance en vie et en IARD avec Banca Popolare di Milano, et fera l'acquisition, sous réserve des autorisations réglementaires, de 81 % du capital social de Bipiemme Vita S.p.A., société contrôlant 100 % de Bipiemme Assicurazioni S.p.A. (compagnie exerçant l'activité IARD).
En 2014, le Groupe annonce que sa stratégie, auparavant décidée au niveau de chacune des trois mutuelles, sera désormais définie au niveau du Groupe Covéa. MAAF, MMA et GMF ne sont plus des enseignes mais deviennent des marques du Groupe. Ces dernières années, Covéa avait déjà évolué en se dotant de la Holding Covéa Coopérations, puis d’une direction générale assurances — dirigée par Christian Baudon, l’ancien patron de MMA. Un nouveau siège social qui regroupe toutes les directions générales est créé à Paris.
En février 2015, Covéa finalise au Royaume-Uni le rachat de Sterling Insurance et procède à l'intégration du porte-feuille et des effectifs de Sterling à Covéa Insurance. En octobre, Covéa Coopérations devient une société de réassurance qui intégrera début 2017 les activités de réassurance acceptations internationales d’AM (Assurances Mutuelles de France), autre filiale du Groupe. Enfin, en novembre, Covéa Coopérations prend le contrôle de Cesvi France, le centre de recherche technique appliqué au domaine de l’assurance automobile, après rachat des parts détenues précédemment par Groupama.
En 2018, DAS Assurances Mutuelles, DAS SA et Assistance Protection Juridique (APJ), les sociétés de protection juridique du groupe Covéa, regroupent leurs activités pour devenir Covéa Protection Juridique. Et Covéa cède  Swinton Group, activité de courtage en assurance dommages, pour recentrer l’activité du Groupe au Royaume-Uni sur l’activité d’assurance.
En mars 2020, Covéa annonce l'acquisition de PartnerRe pour 9 milliards de dollars à Exor. La décision sera par la suite annulée lors de la crise du Covid-19. En août 2020, Covéa annonce finalement un accord de partenariat de réassurance avec PartnerRe, et un accord-cadre de coopération avec sa holding financière Exor, avec des prévisions d'investissements de 750 millions d'euros sur 2021-2023. En octobre 2021, un nouvel accord d'acquisition de 9 milliards de dollars est trouvé,. Covéa annonce le 12 juillet 2022 avoir finalisé l'acquisition de Partner Re auprès d'Exor pour un montant de 7,9 Mds €.
Début novembre 2020, Covéa est condamné par le tribunal de commerce de Paris à verser 20 millions d'euros à Scor. Cette sanction intervient après que le PDG de Covéa, Thierry Derez, a utilisé en 2018 des données confidentielles afin de racheter Scor. Covéa et Thierry Derez font appel de cette condamnation.
Les conseils d'administration de Covéa et de Scor, réunis respectivement les 9 et 8 juin 2021, ont approuvé les points clés d'un protocole d'accord transactionnel, conclu le 10 juin 2021 entre Covéa SGAM, Covéa Coopérations et Scor SE, en présence du Vice-Président de l'ACPR. Cet accord entre Covéa et Scor met fin aux actions judiciaires engagées à l'endroit de Covéa, Scor, leurs filiales, leurs dirigeants, leurs administrateurs et leurs collaborateurs.  
Le 12 juillet 2022, Covéa finalise le rachat du réassureur PartnerRe.

## Gouvernance
En juillet 2022, Michel Gougnard est nommé Président de Covéa et Thierry Derez est reconduit à son poste de Directeur général. 
Le Directeur général de MAAF est Antoine Ermeneux, le directeur général de MMA est Franck Le Vallois, et le directeur général de GMF est Béatrice Savouré.
Le Groupe est doté d'un conseil d'administration, élu par une assemblée générale constituée de l'ensemble du conseil d’administration de chacune des mutuelles affiliées. Le Groupe dispose également d'un comité de direction générale, afin de mettre en œuvre ses orientations dans chaque enseigne.
Par ailleurs, le groupe est adhérent à l'Association des assureurs mutuels et coopératifs en Europe (AMICE), l'Eurapco et à la Fédération française de l'assurance.

## Filiales

### En France
Les Assurances Mutuelles de France (AM) ; l'APGIS, la SMI et Le Finistère Assurance sont des filiales de Covéa. Certaines filiales sont en outre spécialisées dans l'assurance (Covéa Protection Juridique), la réassurance (Covéa Lux et Covéa Coopérations), la gestion (Covéa Finance, Covéa Immobilier), les services (Assurland, Fidélia Assistance, Santéclair).
Covéa est à l'origine de la création du fonds de dotation de l'Institut Diderot, comme de Thôt, créé conjointement par Covéa et Jean-Claude Seys.
Covéa Affinity est une structure dédiée aux partenariats affinitaires du Groupe, et AGIR International une structure élaborée en collaboration avec les constructeurs de véhicules.

### Participations internationales
12 % des primes acquises 2019 proviennent des contributions des activités implantées à l'étranger.
C'est aussi une solution de diversification géographique des risques, en réponse aux exigences de solvabilité imposées dans le secteur de l’assurance par les règles appelées "Solvabilité II".
Parmi les filiales internationales de Covéa, on compte la Capitale Assurances Générales (Québec), CSE Insurance Group (Civil Service Employees Insurance Group, basée en Californie), AME Life Lux au Luxembourg, et Covéa Insurance au Royaume-Uni. 

## Activité de lobbying

### En France
Conformément à la loi dite « Sapin 2 » relative à la transparence, à la lutte contre la corruption et à la modernisation de la vie économique, Covéa est inscrit au répertoire des représentants d’intérêts tenu par la Haute Autorité pour la Transparence de la Vie Publique (HATVP). Pour l’année 2019, Covéa a déclaré des dépenses comprises entre 400 000 et 500 000 € et deux personnes employées dans le cadre de l'activité de représentation d'intérêts,.

### Auprès des institutions de l'Union européenne
Covéa est inscrit depuis 2013 au registre de transparence des représentants d'intérêts auprès de la Commission européenne. Il déclare en 2016 pour cette activité 1 équivalent à temps plein et des dépenses d'un montant compris entre 50 000 et 100 000 euros .